# Rose ryal
il rose ryal è stata una moneta inglese d'oro emessa durante il regno di Giacomo I assieme allo spur ryal dal 1605. 

## Storia
Il valore della moneta era di 30 scellini e quindi il doppio del ryal coniato dai suoi predecessori.
La prima emissione del ryal ha gli stessi tipi della sovrana di Elisabetta I.
Il rose ryal ha questo nome per la grande doppia rosa che è rappresentata al rovescio
La moneta fu introdotta nella seconda monetazione di Giacomo I (1604-1619).
Al dritto è raffigurato il re coronato, con la barba, in un trono ornato da colonne. Nella mano destra tiene lo scettro e con la sinistra il globo con la croce sopra. Ai suoi piedi è disegnata una saracinesca. Intorno la legenda IACOBUS DG MAG BRIT FRAN ET HIBER REX .
Al rovescio è rappresentata la doppia rosa con sopra le armi reale ed intorno la legenda A. DNO FACTUM EST ISTUD ET EST MIRAB IN OCULIS NRIS.
Durante la terza monetazione di Giacomo  (1619-1625) fu coniato un rose ryal di nuovo stile.
Al dritto il re è raffigurato con le insegne dell'Ordine della Giarrettiera, sempre con scettro e globo ma su un trono completamente nuovo. Ai piedi c'è ancora la saracinesca e il testo circolare della legenda è quello precedente IACOBUS DG MA BRI FR ET HI REX
Il rovescio è completamente diverso: una sottile croce fiorita si trova sopra un grande scudo con le armi d'Inghilterra/Francia, di Scozia e Irlanda circondata da due contorni puntinati. Tra i contorni, in ogni quarto della croce sono raffigurati il giglio di Francia il leopardo inglese ed il cardo di Scozia. La legenda intorno è uguale: A. DNO FACTUM EST ISTUD ET EST MIRAB IN OCULIS NRIS.
Sopra lo scudo, in alto, è indicato il valore di trenta scellini con il numero in cifre romane "XXX"
Questa seconda emissione, di minor peso, era resa necessaria per le variazioni del valore dell'oro che erano avvenute in Europa. Accanto al nuovo rose ryal furono coniate nuove monete per lo spur ryal, l'angel, il laurel.
Dopo Giacomo I questa moneta non fu più coniata.